# Leptomorphus aliciae
Leptomorphus aliciae är en tvåvingeart som beskrevs av Loïc Matile 1977. Leptomorphus aliciae ingår i släktet Leptomorphus och familjen svampmyggor. Inga underarter finns listade i Catalogue of Life.